# Шарашенский
Шара́шенский — хутор в Алексеевском районе Волгоградской области России. Административный центр Шарашенского сельского поселения.
Население — 0,82 тыс. человек.

## География
Хутор расположен в 38 км юго-восточнее станицы Алексеевской (по дороге — 50 км) на правом берегу реки Кумылга, вблизи впадения её притока р. Чаплыжная и административной границы с Михайловским районом.

Вблизи хутора находится участок целинной степи с тюльпанами Шренка (занесён в Красную книгу России Красную книгу Волгоградской области). Сбор цветов и рытье луковиц запрещены. Возможно создание тюльпанного ландшафтного заказника на площади 200 га. Хорошие условия для охоты.

## История
В Шарашках жили зажиточные казаки. У казаков были большие участки земли, сады, огороды, среднее хозяйство имело 2 лошади, три пары волов, 11 штук крупного рогатого скота и 40 овец, запахивало 20 десятин земли. В хуторе была церковь, две школы, мельница, проводились ярмарки (как правило в мае), продолжительность которых составляла две недели.
По состоянию на 1918 год хутор входил в Зотовский юрт Хопёрский округ Области Войска Донского.

## Население
| 2010 |
| ---- |
| 760  |

## Инфраструктура
Газификацию населения произвели в 2012 г. Есть средняя образовательная школа, детский сад, медпункт, магазины.
В хуторе находится крупная нефтеперекачивающая станция и зерносушильно-очистительный комплекс.А также предприятие ООО «НьюБио» по глубокой переработки кукурузы. 

## Транспорт
Асфальтированная дорога. 